# تورت‌کول
تورتکول (به ازبکی: Тўрткўл) شهری در قره‌قالپاقستان کشور ازبکستان است که در سرشماری سال ۲۰۱۰ میلادی، ۵۲٬۷۰۱ نفر جمعیت داشته است.